# 罗星街道 (福州市)
罗星街道是中国福建省福州市马尾区下辖的一个街道。

## 行政区划
罗星街道共辖5个社区和5个行政村：
沿山社区、马限社区、罗星社区、新港社区、培英社区、上岐村、青洲村、君竹村、双峰村和罗星村。
1. ↑  . 中国·国家地名信息库.
2. ↑  . 中华人民共和国国家统计局. 2023 （中文（中国大陆））.[]